# World Games 2025/Orientierungslauf
Bei den World Games 2025 in Chengdu wurden vom 8. bis 11. August 5 Wettbewerbe im Orientierungslauf ausgetragen. Austragungsort war das Eastern New Area Orienteering Venue.

## Bilanz

### Medaillenspiegel
| Platz  | Land       | Gold | Silber | Bronze | Gesamt |
| ------ | ---------- | ---- | ------ | ------ | ------ |
| 1      | Schweiz    | 4    | 1      | –      | 5      |
| 2      | Belgien    | 1    | –      | –      | 1      |
| 3      | Schweden   | –    | 1      | 1      | 2      |
| 3      | Tschechien | –    | 1      | 1      | 2      |
| 5      | Italien    | –    | 1      | –      | 1      |
| 5      | Slowakei   | –    | 1      | –      | 1      |
| 7      | Spanien    | –    | –      | 1      | 1      |
| 7      | Ungarn     | –    | –      | 1      | 1      |
| 7      | Kanada     | –    | –      | 1      | 1      |
| Gesamt | Gesamt     | 5    | 5      | 5      | 15     |

### Medaillengewinner
| Disziplin            | Gold                                                                  | Silber                                                              | Bronze                                                              |
| -------------------- | --------------------------------------------------------------------- | ------------------------------------------------------------------- | ------------------------------------------------------------------- |
| Sprint Männer        | Yannick Michiels (BEL)                                                | Tomáš Křivda (CZE)                                                  | Zoltán Bujdosó (HUN)                                                |
| Sprint Frauen        | Simona Aebersold (SUI)                                                | Natalia Gemperle (SUI)                                              | María Prieto (ESP)                                                  |
| Mittelstrecke Männer | Riccardo Rancan (SUI)                                                 | Francesco Mariani (ITA)                                             | Vegard Westergard (CAN)                                             |
| Mittelstrecke Frauen | Simona Aebersold (SUI)                                                | Tereza Šmelíková (SVK)                                              | Alva Sonesson (SWE)                                                 |
| Mixed-Sprintstaffel  | SchweizNatalia Gemperle Riccardo Rancan Tino Polsini Simona Aebersold | SchwedenEmma Bjessmo Jonatan Gustaffson August Mollén Alva Sonesson | TschechienDenisa Králová Tereza Rauturier Jakub Glonek Tomáš Křivda |